# Martian Successor Nadesico
Nadesico (japanski 機動戦艦ナデシコ, Kidō Senkan Nadeshiko), poznat i pod nazivom Martian Successor Nadeshiko i Mobile Battleship Nadeshiko, je japanska anime i manga ZF komedija serija čiji je autor Kia Asamiya. Anime se pojavio 1996. a manga godinu dana kasnije, te se značajno razlikuje od animirane serije. Radnja se odvija u budućnosti u kojoj se ekipa borbenog broda iz naslova bori protiv izvanzemljske invazije sunčeva sustava. 1998. pojavio se i anime film, Nadesico - Princ tame.
U časopisu Animage, Nadesico je 1999. završio na prvom mjestu na listi najboljih animea godine, s 2196 glasova (čime je nadvisio i razne popularne anime te godine, kao što su Cowboy Bebop i Okolnosti njega i nje), dok je glavni junak Akito u istom izdanju proglašen trećim najboljim muškim likom u animeu a junakinja Hoshino Ruri čak najboljim ženskim likom. Godinu dana ranije, serija je već bila zastupljena kada je završila na trećem mjestu na listi najboljih animea godine, s 527 glasova. Čak tri epizode iz serije - broj 18, 19 i 26 - našlo se iste godine također na popisu najboljih anime epizoda.
U 2005., TV Asahi je objavio dvije liste "100 najboljih animiranih ostvarenja". Nadesico se našao na listi sastavljenoj po online anketi Japanaca, te je završio na 89. mjestu.

## Radnja
Godina je 2196. Zemlja ratuje s izvanzemaljskom rasom zvanom "plinoviti gušteri". Poduzeće zvano Nergal izgradi svemirski ratni brod, ND-001 Nadesico. Opremljen je vrhunskim oružjem a njegova ekipa se sastoji od civilnih stručnjaka s raznih područja, iako neki pate od poremečaja osobnosti.
Glavni je junak Akito Tenkawa, mladić s tajnovitom prošlošću. Nekada je bio stanovnik kolonije na Marsu, ali je pobjegao prije nego što je istu uništila invazija plinovitih guštera. Akito se pojavio na Zemlji bez znanja kako je tamo stigao. Mrzi borbu i samo želi biti vrhunski kuhar. Međutim, stalno ga zovu kako bi upravljao robotima koji se koriste u borbi protiv izvanzemaljaca. I na brodu ima dosta komplikacija: većina ekipe broda su žene koje su većinom zaljubljene u njega, pogotovo zapovjednica Yurika Misumaru. Akito pak samo želi kuhati i gledati svoj najdraži anime, Gekigangar III.

## Glasovi
- Yuji Ueda - Akito Tenkawa
- Houko Kuwashima - Yurika Misumaru
- Kentarou Itou - Jun Aoi
- Miki Nagasawa - Izumi Maki
- Naoko Matsui - Inez Fressange
- Naoko Takano - Megumi Reinard
- Omi Minami - Ruri Hoshino
- Tomokazu Seki - Gai Daigoji

## Produkcija
Serija je spoj komedije i drame, pošto se likovi zabavljaju između dramatičnih trenutaka rata. Mnogi likovi su i sami ljubitelji animea, a priča često uspoređuje ušminkani, idealizirani prikaz rata u animeu unutar animea, Gekigangar III, i stvarnog stanja rata koju proživljavaju članovi ekipe Nadesico. Serija namjerno uključuje neke ZF klišeje, kao što su putovanje kroz vrijeme i izvanzemaljska invazija, ali ih preokreče naopačke pred kraj kada se javlja nekolicina obrata. 
Postoji nekoliko referenci na druge anime serije, kao što su Space Battleship Yamato (japanska fraza "Yamato Nadeshiko" je japanski ideal ženstvenosti). Jedna od junakinja u priči je bivša seiyuu, tj. glumica koja je podarila svoj glas u nekom animeu (prema nekim procjenama, ona je parodija na glumicu Megumi Hayashibara), a druga je ljubiteljica animea koja crta svoje vlastite gay mange, dok je glavni junak Akito ljubitelj (fiktivnog) animea Gekigangar III, na kojem zasniva gotovo cijeli svoj život.
U jednoj epizodi, brod održi čak pravu anime konvenciju na kojoj se odigra maraton emitiranja Gekigangara a ljudi se oblače u kostime svojih anime junaka. Druga epizoda je parodija na anime Macross pošto ekipa slavi Miss Nadesico kako bi odlučili o novoj zapovjednici, a svi ženski članovi sudjeluju. U natjecanja spada i demonstracija pjevanja.
Izmišljeni anime Gekigangar je ustvari parodija na razne mecha anime serije 1970-ih i 1980-ih, pogotovo na seriju Getter Robo, Gundam i Harlock. 

## Kritike
| „              | Za one koji su očekivali novi Gundam ili Shin Seiki Evangelion, ili ljubitelje ozbiljnijih ostvarenja autora Asamiye, Nadesico će možda biti razočarenje. Međutim, ako gledatelji traže solidno zabavnu, uravnoteženo bedastu a opet iznenađujuće pametnu priču i simpatićne likove, Nadesico će biti prava poslatica. Da je barem više anime autora napravilo ovakve "greške"...Većina nasilja sastoji se of eksplodirajućih robota/brodova i bedastog slapsticka, no oni posvećuju jednu cijelu epizodu pogrebu cijelog stanovništva jedne uništene svemirske kolonije, koja je istodobno primjerena i urnebesna, što za moj pojam po kozmičkoj poanti jedino nije ravno epizodi "Chuckles the Clown" iz serije Mary Tyler Moore. | ” |
| — Carlos Ross, | |   |

| „                 | Hvaljena kao jedna od najomiljenijih anime serija, Nadesico je jednostavno izuzetan. Od detalja pa sve do priče, ne ostavlja nijedan kamen neokrenut, a ja imam same pohvale za njega. | ” |
| — Rowena Lim Lei, | |   |

| „       | ...najbolji način da ovo opišem je da kažem da je ovaj anime kao Excel Saga s pravom radnjom koja zapravo funkcionira. Često sam se smijao kada sam primijetio reference na ono što ja zovem Macrossov kozmos u prvih trinaest epizoda..."Filler epizode" bile su smiješnije nego one koje je pokretala priča. | ” |
| — Kain, | |   |

## Vanjske poveznice
- Nadesico u internetskoj bazi filmova IMDb-a
- Nadesico na Anime News Network
- Nadesico na AnimeNfo